# Michael Yani
Michael Yani (* 31. Dezember 1980 in Singapur) ist ein ehemaliger US-amerikanischer Tennisspieler.

## Leben und Karriere
Michael Yani begann im Alter von 2 Jahren, Tennis zu spielen. Seine Mutter Nancy und sein Vater Edward sind beide bereits im Ruhestand. Er hat zwei Brüder, Terry und Andrew.
Yani spielt seit 2002 Future-Turniere und konnte in seiner Karriere fünf Future-Turnier und zwei Challenger-Turniere gewinnen. Sein größter Erfolg in seiner Profi-Karriere war der Halbfinale-Einzug beim ATP-250-Turnier in Newport 2011, wo er schließlich dem Belgier Olivier Rochus mit 2:6 und 4:6 unterlag.

## Erfolge
| Legende (Anzahl der Siege)  |
| Grand Slam                  |
| ATP World Tour Finals       |
| ATP World Tour Masters 1000 |
| ATP World Tour 500          |
| ATP World Tour 250          |
| ATP Challenger Tour (4)     |

### Einzel

#### Turniersiege
| Nr. | Datum         | Turnier    | Belag     | Finalgegner     | Ergebnis       |
| --- | ------------- | ---------- | --------- | --------------- | -------------- |
| 1.  | 8. Juni 2008  | Yuba City  | Hartplatz | Sam Warburg     | 7:65, 2:6, 6:3 |
| 2.  | 22. Juli 2012 | Binghamton | Hartplatz | Fritz Wolmarans | 6:4, 7:611     |

### Doppel

#### Turniersiege
| Nr. | Datum        | Turnier   | Belag     | Partner         | Finalgegner                       | Ergebnis |
| --- | ------------ | --------- | --------- | --------------- | --------------------------------- | -------- |
| 1.  | 8. Juni 2008 | Yuba City | Hartplatz | Nicholas Monroe | Jan-Michael Gambill Scott Oudsema | 6:4, 6:4 |
| 2.  | 5. Juli 2008 | Winnetka  | Hartplatz | Todd Widom      | Chen Ti Jose Statham              | 6:2, 6:2 |